# Saint-Hilaire-de-Beauvoir
Saint-Hilaire-de-Beauvoir település Franciaországban, Hérault megyében. Lakosainak száma 458 fő (2022. január 1.). Saint-Hilaire-de-Beauvoir Montaud, Beaulieu, Buzignargues, Galargues, Saint-Jean-de-Cornies és Saussines községekkel határos.

## Népesség
A település népessége az elmúlt években az alábbi módon változott:
| Lakosok száma | 136  | 131  | 167  | 344  | 386  | 402  | 420  | 433  | 439  | 458  |
|               | 1968 | 1982 | 1990 | 2006 | 2013 | 2015 | 2017 | 2019 | 2020 | 2022 |